# 大衛·貝納塔
大衛·貝納塔 （英語：David Benatar，1966年—）是一位南非哲學家、作家和研究員。他的代表性作品是宣揚反出生主義的一書《生兒為人是何苦：出生在世的傷害》（Better Never to Have Been: The Harm of Coming into Existence）。在此書中，David認為不論出生者事後的幸福感如何，出生都是一種嚴重傷害，所以任何創造有感覺的生物的行為均屬不道德。

## 主要著作
- 2006, Better Never to Have Been: The Harm of Coming into Existence.（繁中譯本 2023，李屹譯，《生兒為人是何苦：出生在世的傷害》，游擊文化出版社）
- 2017, The Human Predicament: A Candid Guide to Life's Biggest Question.（簡中譯本 2020，张晓川译，《生存还是毁灭：人生终极困境的坦率指南》，北京日报出版社）